# Gáspár Károlyi

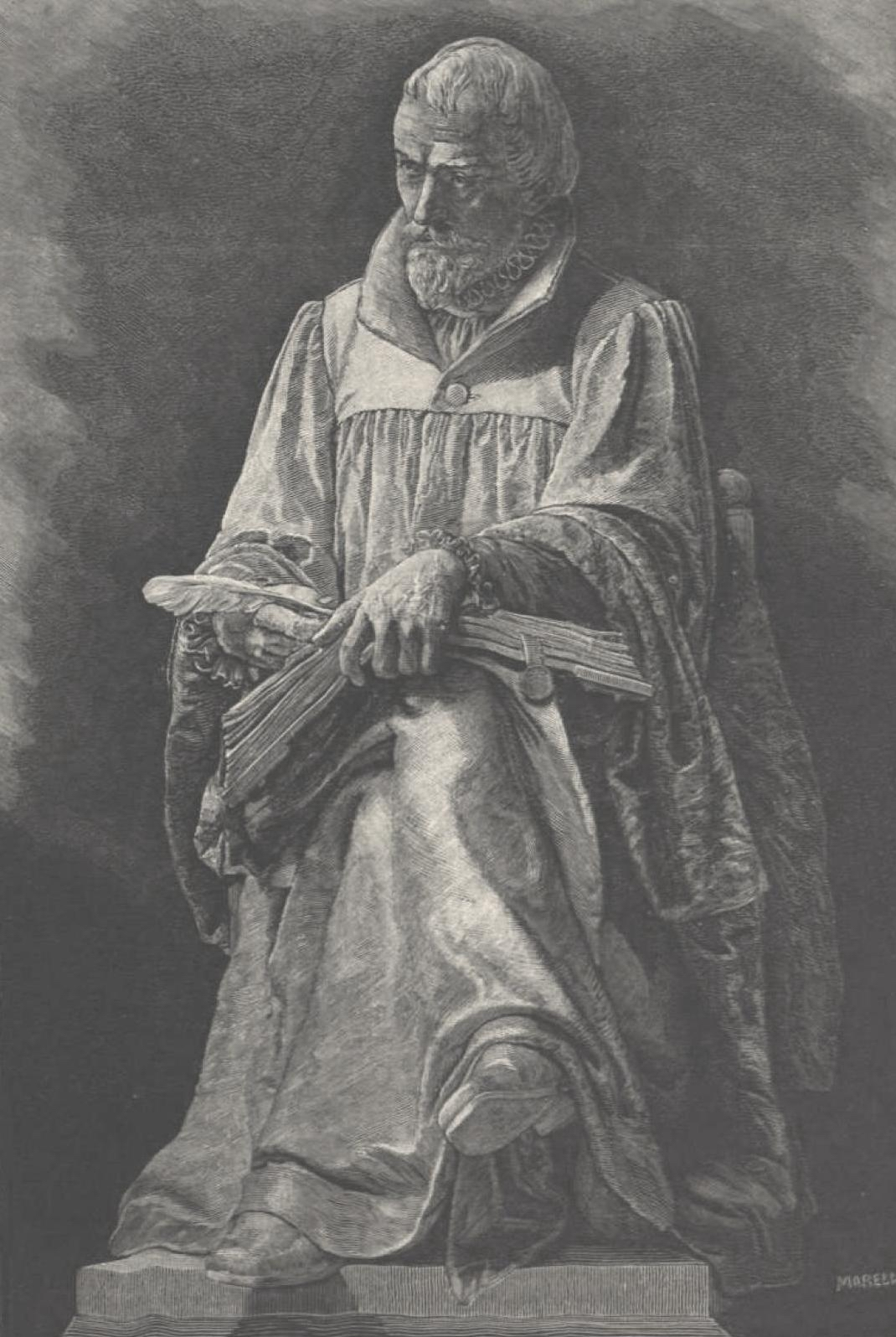
Denkmal von Gáspár Károlyi in Gönc

Gáspár Károlyi (* um 1529 in Großkarol (ung. Nagykároly, rum. Carei), Komitat Szathmar, Königreich Ungarn; † 3. Januar 1592 in Gönc, Königreich Ungarn) war ein ungarischer protestantischer Theologe und Bibelübersetzer.

## Leben

### Herkunft und Werdegang
Gáspár Károlyi hieß ursprünglich Radics, da seine Eltern vor den Bedrohung durch das Osmanische Reich aus den (ehemaligen) südlichen Komitaten Ungarns in das Komitat Sathmar flüchteten. Dem Namen nach handelte es sich bei den Eltern um eine serbische Familie, die während der Reformation zum Protestantismus konvertierte. Die Grundschule besuchte er in seiner Geburtsstadt sowie in siebenbürgischen Kronstadt. 1556 immatrikulierte er sich unter dem Namen Caspar Carolus Pannonius an der theologischen Fakultät der Universität Wittenberg. Nach seiner Rückkehr nach Ungarn stand er unter dem Patronat von Dominik (ung. Domokos) Dobó, dem Bruder des bekannten Burghauptmanns István Dobó. Durch dessen Protektion erhielt er die Predigerstelle in Gönc. Wie die Mehrheit der ungarischen Protestanten schloss er sich der Reformierten Kirche an und wurde 1564 Dekan des nordöstlichen Kirchendistrikts, später Superintendent. In dieser Zeit musste er, gemeinsam mit dem Bischof der Péter Méliusz (* 1532, † 1572) schwere Glaubenskämpfe mit den Vertretern des ungarischen Unitarismus, der hauptsächlich von den Theologen Ferenc Dávid (* 1510, † 1579) Lukács Egri († 1574) vertreten wurde, ausfechten. Am 22. Januar 1566 berief er eine Synode nach Gönc ein, welche die Stärkung des reformierten Glaubens zu Ziele hatte. Eine weitere Synode berief er am 24. Februar 1567 nach Debrczin ein.

Károlyi musste auch mehrere schwere persönliche Schicksalsschläge erdulden. 1586 verlor er während eine Epidemie seine (zweite) Ehefrau samt seinen drei Kindern. 

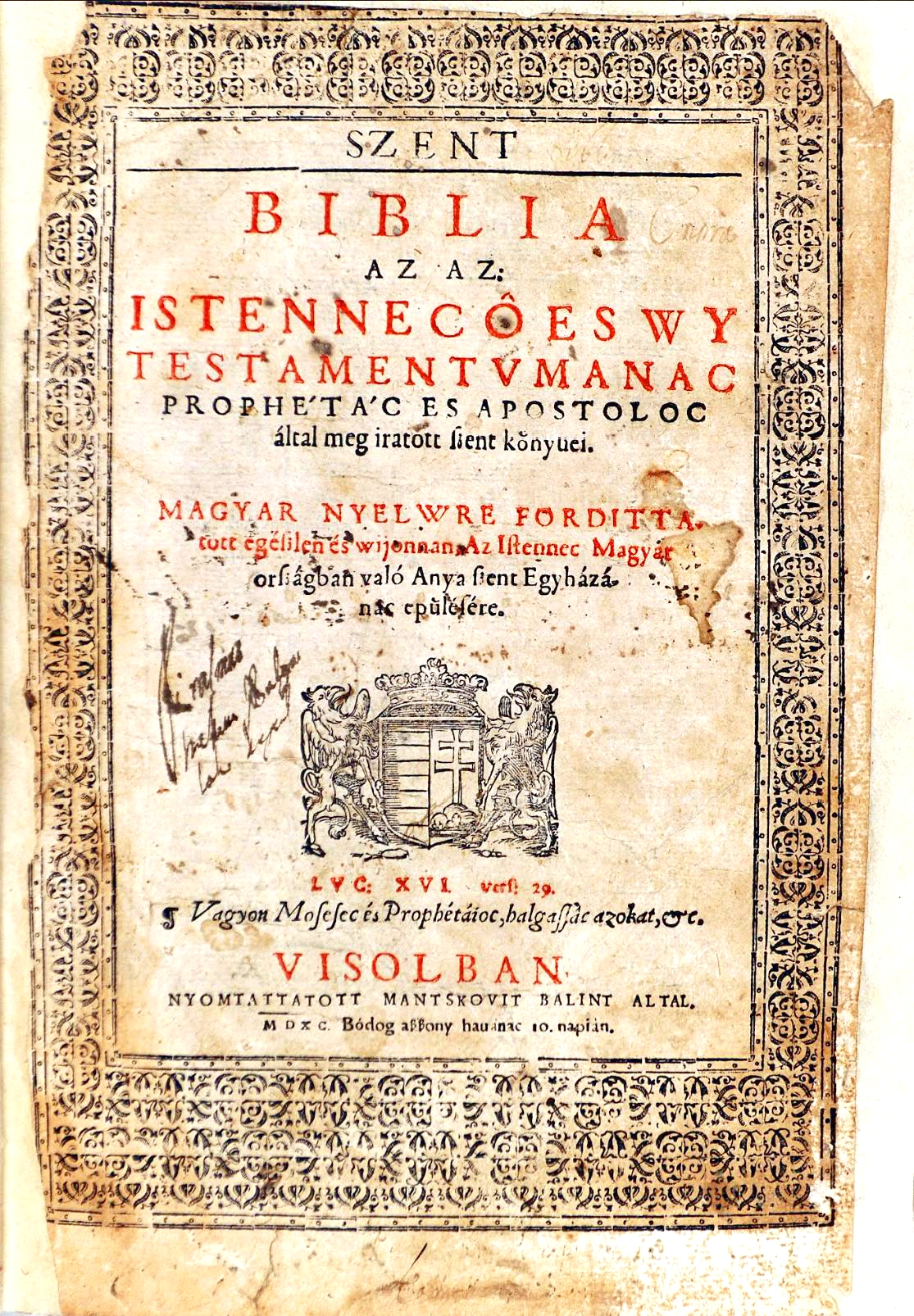
Titelseite der Erstausgabe (1590)

Gáspár Károlyi starb am 3. Januar 1592 in Gönc und wurde am dortigen Pfarrfriedhof zur letzten Ruhe gebettet. Seine Grabinschrift lautete:
Ein Sproß der Károlyis, eine Herberge bot ihm Wittenberg, die Kanzel und das Grab bot ihm Gönc, dem Einmaligen.

### Der Bibelübersetzer
Neben zahlreichen theologischen Schriften gilt seine Bibelübersetzung – nach dem Muster der von deutschen Reformatoren übersetzten Lutherbibel – in die ungarische Sprache als Károlyis Hauptwerk. Martin Luther galt zeitlebens als sein Vorbild. Im Jahre 1586 begann er – mit zwei gleichgesinnten ungarischen protestantischen Theologen – mit den drei Jahre dauernden Übersetzungsarbeiten, die von den damaligen Hauptmann der Burg Erlau Sigismund Rákóczi und dem Obersten Landesrichter Ungarns Stephan (István) Báthori (* 1555, † 25. Juli 1605) unterstützt und gefördert wurden. Es war die erste vollständige Übersetzung der Bibel in die ungarische Sprache. Den Buchdruck besorgte Bálint Mantskovits der in Vizsoly eine Offizin betrieb. Im Juli 1590 erschien die gesamte Bibel (mit Apokryphen) in einer Gesamtauflage von 700 Exemplaren.
Eine zweite und dritte Auflage wurde von Albert Molnár von Szenc (dt. Wartberg) in Hanau (1608) und Oppenheim (1612) herausgegeben.
Eine weitere Redaktion der Bibel nahm der Siebenbürger Miklós Misztótfalusi Kis in der zweiten Hälfte des 17. Jahrhunderts vor. Im Jahre 1685 gab er die Károly Bibel in seiner eigenen Druckerei in Amsterdam heraus. Die Auflage betrug 3500 Exemplare, die er auf eigene Kosten druckte.
Von der Erstauflage sind gegenwärtig noch 51 Exemplare bekannt: 20 befinden sich in Ungarn, 14 in Siebenbürgen, 1 Exemplar in Wien. Bei den noch heute existierenden Exemplaren handelt es sich um Raritäten, die bei Buchauktionen Rekordpreise erzielen. 2001 erzielte ein Exemplar bei einer Aktion in London einen Höchstpreis von 26 Millionen Forint.
Seither hat diese Bibel – die unter den Namen „Károli-Bibel“ (ung. Károli-Biblia) im gesamten ungarischen Sprachraum bekannt wurde – über 100 Auflagen erreicht. Ähnlich wie in Deutschland die Lutherbibel übte die Bibel von Vizsoly einen maßgebenden Einfluss auf die Entwicklung der Ungarischen Schriftsprache und Literatur aus. Zahlreiche bedeutende Literaten (z. B. János Arany, Endre Ady etc.) schöpften sprachlich aus dem Reichtum dieser Bibelübersetzung.
Ein Exemplar der Erstausgabe befindet sich in der Reformierten Kirche zu Vizsoly, die nach 1960 renoviert wurde und an die auch ein kleines Bibelmuseum angeschlossen ist.

### Nachwelt
Diese revolutionäre Bibelübersetzung Károlyis wird auch heute noch hoch geschätzt. Károly zu Ehren schuf der ungarische Bildhauer Lajos György Mátrai (* 6. März 1850 in Pest, † 15. Oktober 1906 in Budapest) eine Skulptur des ungarischen Reformators, die im Jahre 1890 in Gönc enthüllt wurde. Zahlreiche Schulen, Straßen und Plätze wurden nach Károlyi benannt. Auch die heutige Evangelisch-Reformierte theologische Universität von Budapest (ung. Károli Gáspár Református Egyetem) trägt seinen Namen. Sie wurde 1855 gegründet, erhielt 1900 den Status einer Universität und wurde 1993 in mehrere Fakultäten aufgeteilt.
Ein Asteroid wurde 2023 nach ihm benannt: (547612) Károligáspár.